# Montejo de San Miguel
Montejo de San Miguel es una localidad del municipio burgalés de Valle de Tobalina, en la Comunidad Autónoma de Castilla y León (España). 
La iglesia parroquial está dedicada a san Pedro Apóstol.

## Localidades limítrofes
Confina con las siguientes localidades:
- Al norte con Quintana Martín Galíndez.
- Al este con Montejo de Cebas.
- Al sureste con Valderrama.
- Al este con Frías.
- Al noreste con Santocildes.

## Demografía
Evolución de la población
| Gráfica de evolución demográfica de Montejo de San Miguel entre 2000 y 2017 |
|                                                                             |
| Población de derecho (2000-2017) según el padrón municipal del INE          |

## Historia
Así se describe a Montejo de San Miguel en el tomo XI del Diccionario geográfico-estadístico-histórico de España y sus posesiones de Ultramar, obra impulsada por Pascual Madoz a mediados del siglo XIX:

Villa en la provincia, diócesis, audiencia territorial y capitanía general de Burgos (13 leguas), partido judicial de Villarcayo (6) y ayuntamiento de Quintana Martín Galindez (1); Situada en la falda de un monte con clima templado y combatida de los vientos en todas direcciones. Tiene 42 casas; una escuela de primera educación concurrida por 20 niños de ambos sexos, los cuales pagan al maestro la retribución convenida; una iglesia parroquial (San Pedro) servida por un cura párroco y un sacristán, cuyo curato es de provisión ordinaria en patrimoniales; un cementerio de nueva construcción en los afueras y a 200 pasos del pueblo; y finalmente 2 ermitas (San Miguel y San Antonio), la primera al S y en lo alto de un pequeño monte; y la otra al N en un ameno y delicioso valle. Confina el término N Quintana Martín Galindez; E y S río Ebro, O Frías y Santocildes. El terreno es secano y de varias clases; le baña el río Ebro, de cuyas aguas se surten los vecinos para sus usos; a la parte meridional se encuentra un monte poblado de robles, encinas y otros arbustos; en dicho terreno abundan las canteras de piedra de buena calidad. Caminos: los que dirigen a la capital del ayuntamiento y a Frías, en mediano estado. Correos: la correspondencia se recibe de Briviesca. Producciones: trigo, cebada, centeno, avena, habas, patatas, titos, arvejas, yeros, alubias, maíz, vino y algunas frutas; ganado lanar; caza de perdices, liebres, codornices y zorros, y pesca de truchas, barbos, anguilas y otros peces pequeños. Industria: la agrícola y una pesquera en el Ebro para la pesca de anguilas, propia de un vecino. Población: 12 vecinos, 45 almas. Capital productivo: 239.720 reales. Imponible: 22.067.
Diccionario geográfico-estadístico-histórico de España y sus posesiones de Ultramar